# セバスティアン・フレイタス
セバスティアン・フレイタス（Sebastián Fleitas, 1947年2月25日 - 2000年4月14日）は、パラグアイ・アスンシオン出身のサッカー選手。ポジションはフォワード。

## 経歴
1964年にクラブ・リベルタでデビュー。1967年にはリーグ得点王を獲得。その後海を渡ってスペインのマラガCFでプレー。翌年レアル・マドリードへ移籍したが、徐々に出場機会が減っていき、1972年にフランスのニーム・オリンピックへと移籍。その後、セビージャFCで1年間プレーし、CAマルベーラで引退した。

## 所属クラブ
- 1964年 - 1968年  クラブ・リベルタ
- 1968年 - 1969年  マラガCF
- 1969年 - 1972年  レアル・マドリード
- 1972年 - 1973年  ニーム・オリンピック
- 1973年 - 1974年  セビージャFC
- 1974年 - 0000年  CAマルベーラ（スペイン語版）